# Колос
Ко́лос (лат. spíca) — соцветие, для которого характерна удлинённая главная ось, на ней расположены сидячие одиночные цветки или колоски из нескольких цветков.
В первом случае соцветие называется простым колосом (подорожник, орхидеи), во втором — сложным колосом (большинство злаков, в том числе пшеница, рожь, ячмень).

## Колос в геральдике
Колос широко представлен в советской геральдике. Являясь символом сельского хозяйства, он украшал гербы бывших социалистических стран, бывших союзных республик СССР и их регионов.
- Герб Мещовска
- Герб Новосиля
- Герб Могилевской губернии
- Герб Калишской губернии
- Герб Курманаевского района
- Герб Беттеркиндена
- Герб Колоницы